# Jo Kyung Ran

Jo Kyung Ran es una escritora de Corea del Sur.

## Biografía
Jo Kyung Ran nació 1969 en Seúl. Inició su carrera como escritora con el relato La óptica francesa en el año 1996. Ese mismo año la renombrada editorial Munhak Dongnae le otorgó el Premio de Nuevos Escritores por su novela Hora de hacer pan.
Tanto sus primeras obras que aspiran a una alta estética y crean atmósferas extremas, como sus obras más recientes que muestran una visión del mundo exterior un tanto más desprendida, se basan en experiencias personales en el seno de la familia. A través de su escritura busca, con un esfuerzo infatigable, el significado de la familia. Para Jo Kyung Ran, escribir es sinónimo de vivir. Vive de la escritura y por la escritura encuentra su identidad al entrar en comunicación con las personas.
Su novela La lengua ha sido publicada en ocho países.

## Obra
En las novelas de Jo Kyung Ran, la descripción del instante o del detalle merece mayor relevancia que el desarrollo del argumento: bucear en el mar, cocinar, hacer tostadas, mentiras nimias y pequeños robos, tuberías de agua potable estropeadas por un par de días, etc. se convierten en temas cardinales. Dependiendo de los temas, en sus novelas raras veces hay diálogos: lo que rige para los protagonistas de sus relatos es el aislamiento, la alienación y la ruptura de las relaciones humanas.
La "ruptura de las relaciones humanas" es la clave para entender el mundo literario de Jo Kyung Ran. La mayoría de sus personajes principales se encuentran en un aislamiento profundo y sufren por la ruptura de sus relaciones.
Su último relato, "Cuento del cucharón", presta especial atención a la oportunidad de superar la alienación en el centro del mundo secreto e íntimo del individuo. Este mundo interior le queda velado al mundo capitalista, que juzga a las personas según su funcionalidad. El cuento apuesta por la esperanza de que la pasión y la ilusión de cada persona sean la raíz perentoria de la existencia humana y que, desde la comprensión del mundo particular de los otros, brote una comunicación sincera entre los seres humanos.
"¿Cómo llega el elefante a mi dormitorio?" es un cuento autobiográfico de Jo Kyung Ran, publicado por primera vez en la revista de literatura Munhak Dongnae (Invierno del 2001). En él, Jo describe las experiencias misteriosas de su vida y cuenta, por ejemplo, de la muerte de su abuela, su tía y su tío. La abuela se quitó la vida en su cumpleaños, cocinándose ella misma una sopa de pez globo venenoso. No se menciona el motivo de este suicidio, pero la autora decide sentir cariño por su abuela a causa de su "dramática partida". La tía, apenas unos años mayor que la autora, que pasó una época muy dura por ser una mujer divorciada, se lanzó a la muerte desde su apartamento, después de una discusión con su compañero. El tío, que siempre había sentido una gran alegría de vivir, murió en Yeosu, a donde se había trasladado luego de que le diagnosticaran un cáncer de hígado. No se dice lo que opina la autora de estas muertes. Sólo se describen las señales enigmáticas que aparecen cada vez que la autora se entera de los fallecimientos. Frecuentemente se despierta de madrugada y percibe que hay algo acurrucado en el estrecho suelo de su habitación, que apenas tiene suficiente espacio para una persona. Una noche, se le ocurre tomar una fotografía de la oscuridad de su habitación con su cámara polaroid. En la foto revelada encuentra un gran elefante. Esta sombra de elefante no sólo aparece bajo las circunstancias de la muerte de sus parientes, sino también cuando se separa de un hombre. En consecuencia, la autora llora apretándose la boca con las manos y escondiendo su cara en el vientre del elefante. Señala a un elefante del zoológico como su propio elefante solitario. Las obras de Jo rondan la búsqueda de este elefante. "A veces espero que me llame, ya que es el único que comprende mi historia de elefantes y me escucha. Podría hablar una hora por teléfono hablando solamente de él. Ahora ya no le saco fotos, pero sigo viendo algo. De vez en vez cuando, siento un temblor en el piso. Entonces me imagino que ha vuelto el elefante." Esta confesión de la autora revela su proceso de escritura y cómo sublima su secreto, lado oscuro, su lado oscuro de la literatura.

## Premios[2]
- Premio de Literatura Dong-in (2008)
- Premio de Literatura moderna (2003)
- Premio Nuevo Escritor de Munhakdongne (1996)

## Obras en español
- En busca del elefante (versión traducida)[4]

## Obras en coreano
- Hora de hacer pan (Seúl: Munhakdongne, 1996)
- La óptica francesa (Seúl: Munhakdongne, 1997)
- Mi sofá púrpura (Seúl: Moonhak Kwa Jisung Sa, 2000)
- ¿Cómo llega el elefante a mi dormitorio? (Seúl: Moonhak Kwa Jisung Sa, 2002)
- Cuento del cucharón (Seúl: Munhakdongne, 2004)